# عبد الله البدري نافع
رجل دين سوداني ومؤسس جامعة الشيخ عبدالله البدري بمدينة بربر والتي تبعد نحو 350 كلم شمال الخرطوم

## المولد والنشأة
ولد الشيخ عبدالله البدري عام 1946 وهو ينتمي  إلى قبيلة العبدلاب وقد استقر بعض اجداده في مدينة بربر شمال السودان، كان والده الشيخ البدري نافع رجل دين معروف في المدينة وأسس خلوة لتدريس وتحفيظ القرأن الكريم بقرية في مدينة بربر تسمى القدواب وقد انخرط الأبن عبدالله في تلك الخلوة ليحفظ القرآن الكريم ومن ثم انخرط في التعليم المدني فأكمل المراحل التعليمية وارتاد مدرسة مهنية ليتخرج منها حدادا  ويعمل في ورش اصلاح الوابورات في مصلحة سكك حديد السودان، فقضى هناك ما يزيد عن عشر سنوات ولكن وفاة والده المفاجأة عام 1972 جعلته يترك  ورش سكك حديد السودان  ليواصل في إدارة خلوة والده ويتابع شؤون المريدين (وهي مجموعات من السكان في شمال السودان مرتبطين روحيا بوالده)

## تأسيس الجامعة
وفي عام 1982 أسس مدرسة ابتدائية ثم ثانوية باسم والده، ثم رعى كلية للدراسات الإسلامية بمدينة بربر ثم أنشأ كلية الشيخ عبدالله البدري التقنية عام 2002
وهي كلية تتوفر فيها  تجهيزات وورش للتعليم المهني لا تتوفر في مكان آخر بالسودان، فالمباني ساهم في بناءها متطوعون رجال ونساء، يدينون بالولاء  للشيخ البدري ومنهم مهندسون وأطباء ومحامون وموظفون رفيعوا المستوى إضافة إلى اناس عاديين.
تطورت كلية الشيخ البدري التقنية لتصبح جامعة الشيخ عبدالله البدري والتي تم افتتاحها في عام 2011، حيث تتكون من سبعة كليات منها كلية للهندسة واخرى للعلوم الصحية وثالثة للإدارة والاقتصاد ورابعة للتكنولوجيا وكلية للاعلام التقني وتم اخيرا افتتاح للصيدلة وأخرى كلية للطب

## اسهاماته في التعليم
أنشأ الشيخ البدري منظومة تعليمية علي نفقته الخاصة في منطقة القدواب بمدينة بربر فيما يلي ابرز مراحلها:
- رياض وحضانة السيدة سعاد النموذجية
- مدارس الشيخ البدري القرآنية للأساس (بنين – وبنات).
- مدارس الشيخ عبدالله البدري للمرحلة المتوسطة (بنين وبنات)
- مدرسة أم الفقراء بنت الجنيد الثانوية (للبنات).
- مدرسة الشيخ عبدالله البدري الثانوية (بنين).
- جامعة الشيخ عبدالله البدري (جامعة اهلية غير ربحية).
- مجمعات السكن الطلابي الجامعي للبنات داخل الحرم الجامعي وللبنين حول مباني الجامعة.
- مستشفى الشيخ البدري الجامعي الذي اكتمل بنائه في عام 2019م وهو الإن في طور استكمال المعدات لبدأ مرحلة التشغيل.

## المهام والمناصب التي تقلدها
- الأمين العام لمجمع الشيخ البدري الإسلامي
- عضو مجلس أمناء جامعة وادي النيل.
- مؤسس وراعي كلية الشيخ عبدالله البدري التقنية.
- مؤسس وراعي كلية الشيخ عبدالله البدري الصحية.
- مؤسس وراعي جامعة الشيخ عبدالله البدري.
- مؤسس وراعى مستشفى الشيخ البدرى التعليمى.
- رئيس مجلس أمناء جامعة الشيخ عبدالله البدري.
- الأوسمة والأنواط التي حازها:
- الدكتوراه الفخرية من جامعة وادي النيل – جمهورية السودان – في العام 1992م.
- جائزة معهد جوسي للسلام – دولة الفلبين – عن فئة الخدمة الاجتماعية والتعليمية بمنطقة الشرق الأوسط والخليج العربي- في العام 2016م.
- وسام النيلين من الطبقة الأولي للأنجاز – جمهورية السودان – احتفالات البلاد بأعياد الاستقلال – في العام 2018م.

## وفاته
توفي  الشيخ عبدالله البدري في 10 سبتمبر 2021 في مدينة دبي بالامارات العربية المتحدة والتي ذهب اليها مستشفيا وقد نعته وزيرة التعليم العالي في السودان وخصصت رئاسة الجمهورية طائرة عسكرية لنقل جثمانه من الخرطوم إلى مسقط رأسه في القدواب بمدينة بربر حيث دفن في حرم الجامعة التي اسسها